# Triregia
Genre
Triregia est un genre d'opilions laniatores de la famille des Triaenonychidae.

## Distribution
Les espèces de ce genre sont endémiques de Nouvelle-Zélande.

## Liste des espèces
Selon World Catalogue of Opiliones (30/05/2021) :
- Triregia bilineata (Forster, 1943)
- Triregia fairburni (Forster, 1943)
- Triregia monstrosa Forster, 1948

## Publication originale
- Forster, 1948 : « A new sub-family and species of New Zealand Opiliones. » Records of the Auckland Institute and Museum, vol. 3, no 4/5, p. 313-318 (texte intégral).